# Igneocnemis polilloensis
Igneocnemis polilloensis – gatunek ważki z rodziny pióronogowatych (Platycnemididae). Endemit Filipin, stwierdzony na wyspach Catanduanes, Luzon i Polillo.